# Manuel Veith
Manuel Veith (ur. 13 września 1985) – austriacki snowboardzista. Nie startował na igrzyskach olimpijskich. Jego najlepszym wynikiem na mistrzostwach świata w snowboardzie jest 6. miejsce w slalomie równoległym wywalczone na mistrzostwach w La Molinie. Najlepsze wyniki w Pucharze Świata w snowboardzie osiągnął w sezonie 2010/2011, kiedy to zajął 11. miejsce w klasyfikacji generalnej, w klasyfikacji PAR zajął 9. miejsce.

## Sukcesy

### Mistrzostwa Świata
| Miejsce | Dzień       | Rok  | Miejscowość | Konkurencja       | Zwycięzca          |
| ------- | ----------- | ---- | ----------- | ----------------- | ------------------ |
| 19.     | 17 stycznia | 2007 | Arosa       | Slalom równoległy | Simon Schoch       |
| DSQ     | 20 stycznia | 2009 | Kangwŏn     | Gigant równoległy | Jasey-Jay Anderson |
| 16.     | 19 stycznia | 2011 | La Molina   | Gigant równoległy | Benjamin Karl      |
| 6.      | 22 stycznia | 2011 | La Molina   | Slalom równoległy | Benjamin Karl      |

### Puchar Świata

#### Miejsca w klasyfikacji generalnej
- 2003/2004 - -
- 2004/2005 - -
- 2005/2006 - 293.
- 2006/2007 - 32.
- 2007/2008 - 29.
- 2008/2009 - 49.
- 2009/2010 - 85.
- 2010/2011 - 11.
- 2011/2012 -

#### Zwycięstwa w zawodach
1. Limone Piemonte – 8 grudnia 2007 (gigant równoległy)

#### Pozostałe miejsca na podium w zawodach
1. Telluride – 16 grudnia 2010 (gigant równoległy) - 3. miejsce
2. Stoneham – 22 lutego 2012 (gigant równoległy) - 2. miejsce
3. Valmalenco - 17 marca 2012 (gigant równoległy) - 2. miejsce